# 桦甸县
桦甸县，中国古旧县名。今桦甸市前身。
清朝光绪三十三年（1907年）置，治所在桦皮甸子（今吉林省桦甸市北），属吉林府。民国初年，全国废府，改属吉长道，后属吉林省。1931年九一八事变后，为满洲国治下吉林省辖县。1945年光复后，为吉林省直辖地区。1949年后，历属吉林市、永吉专区、永吉地区。1988年撤销，改设桦甸市。 